# Junkers J.I
Lo Junkers J.I, designazione aziendale Junkers J 4, fu un aereo militare monomotore biposto sviluppato dalla divisione aeronautica dell'allora azienda tedesco imperiale Junkers & Co. negli anni dieci del XX secolo.
Utilizzato con successo dalla Luftstreitkräfte, la componente aerea del Deutsches Heer (l'esercito imperiale tedesco), nei ruoli di aereo da osservazione, caccia di scorta e da cooperazione con l'esercito durante la prima guerra mondiale, benché possedesse prestazioni velocistiche inferiori ai pari ruolo realizzati in legno e tela, grazie alla sua particolare tecnologia costruttiva e alla corazzatura si rivelò un modello efficiente e sicuro per il suo equipaggio nei confronti del tiro nemico basato su proiettili di piccolo calibro.
Progettato nel 1917 dall'ingegnere Otto Mader, detiene il primato di essere il primo aereo interamente metallico e il primo tra i modelli Junkers a essere avviato alla produzione in grande serie.

## Storia del progetto
Durante il proseguimento della prima guerra mondiale, il rapido sviluppo dell'industria aeronautica rese necessario il costante adeguamento della flotta aerea delle varie nazioni impegnate nel conflitto. A tale scopo l'Idflieg, organo deputato alla gestione dell'aeronautica militare dell'Impero tedesco, nel 1916 emise una specifica per la fornitura di una nuova tipologia di velivolo, uno sviluppo dei velivoli da ricognizione biposto identificata come C-Typ, ma destinata a compiti di cooperazione con le truppe di terra. I nuovi velivoli, che assunsero la designazione di J-Typ, dovendo operare a bassa quota contro obiettivi nemici, erano soggetti al fuoco nemico proveniente da armamenti di piccolo calibro; i velivoli dovevano essere equipaggiati con una pesante corazzatura per prevenire danni agli organi principali, come il gruppo motoelica, ed ai membri dell'equipaggio. Inoltre il progetto era caratterizzato dalla velatura biplana per consentire un'adeguata manovrabilità in condizioni operative.
Queste caratteristiche erano particolarmente compatibili con la tipologia di velivoli sviluppati dalla Junkers, la quale aveva esplorato fin dall'inizio la scelta tecnologica dell'utilizzo delle leghe metalliche per la loro costruzione, per cui l'Idflieg contattò l'azienda per richiedere la fornitura di tre prototipi. La Junkers in quel momento stava sviluppando un terzo modello basato su velatura monoplana, il J 3, ma ne abbandonò lo sviluppo per incompatibilità con le specifiche richieste dando origine al progetto identificato con la designazione interna J 4.
Questo velivolo, realizzato nel 1917 durante il primo conflitto mondiale, venne appositamente dotato di una pesante armatura metallica in grado di proteggere l'equipaggio e il motore nel corso di operazioni di scorta e di attacco al suolo. Nonostante il consistente aumento di peso e le conseguenti prestazioni limitate, riuscì a fornire un'efficace difesa dai proiettili avversari.

### Sviluppo
Per lo sviluppo Hugo Junkers preferì incaricare il Dr. Otto Mader, a quel tempo responsabile della sezione di ricerca dell'azienda presso gli stabilimenti di Dessau, che riunì sotto la sua direzione Reuter, Steudel e Brandenburg più il Dr. Georg Madelung, inviato Idflieg a Dessau. Mader attinse al lavoro di sviluppo del J 3 riproponendone la filosofia costruttiva sul nuovo modello, un velivolo dotato di fusoliera realizzata con struttura tubolare in duralluminio, anteriormente dotata di una piastra di acciaio al nichel-cromo in corrispondenza delle postazioni per il pilota ed osservatore mentre terminava posteriormente con una più convenzionale copertura in tela trattata ed un impennaggio anch'esso con struttura in duralluminio. La velatura, in configurazione biplana, era realizzata anch'essa in tubi in duralluminio ricoperta da pannelli in metallo ondulato, una caratteristica della produzione Junkers fino agli anni trenta.
Il primo dei tre prototipi iniziò i test preliminari, affidati a Arved v. Schmidt dell'Idflieg, il 17 gennaio 1917 al termine dei quali il pilota portò in volo l'aereo per la prima volta il successivo 28 gennaio dal campo di aviazione di Döberitz (Flugplatz Döberitz), nei pressi di Berlino.

## Tecnica

### Cellula
La fusoliera, a sezione rettangolare, era costituita da un traliccio di tubi di duralluminio con ordinate e correnti in legno, ed integrava i due abitacoli aperti posti in tandem, l'anteriore destinato al pilota ed il posteriore all'osservatore/mitragliere. L'abitacolo era rivestito da lamiera in acciaio al nichel-cromo. Nella parte anteriore era situato il castello del motore, anch'esso protetto da lamiere metalliche, sopraelevate rispetto al piano della fusoliera. La verniciatura originale era verde oliva sui lati e azzurra sul fondo.
Originariamente questo aeroplano aveva un'apertura alare di 16 metri, raggiungeva una velocità massima di 155 km/h e montava tre mitragliatrici, due fisse e una mobile.
La velatura era di tipo biplano-sesquiplana, ovvero con il piano alare superiore caratterizzato dall'apertura sensibilmente maggiore di quello inferiore, e realizzata con superficie in duralluminio ondulato, tecnica che permetteva di ottenere una sensibile robustezza strutturale che verrà riproposta nei modelli Junkers dei due decenni successivi. Inoltre le due ali, pur nella loro costruzione e nella divisione in tre sezioni, differivano sensibilmente nella pianta, per la superficie e la corda, con la superiore di dimensioni maggiori e l'unica dotata di alettoni.
Il carrello d'atterraggio era un semplice biciclo anteriore, con l'elemento principale costituito da un complesso tubolare ammortizzato che collegava l'estradosso dell'ala inferiore all'assale rigido al cui apice erano presenti le ruote. I punti di connessione coincidevano con quelli dei montanti di collegamento delle ali e i vari elementi tubolari erano telescopici, con l'elemento ammortizzante costituito da anelli elastici. Posteriormente era dotato di un pattino d'atterraggio anch'esso ammortizzato posizionato sotto la coda del velivolo.

### Motore

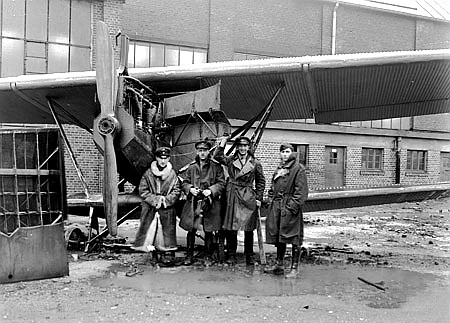
Colonia, campo d'aviazione di Colonia-Bickendorf: un gruppo di piloti del No. 4 Squadron AFC, Australian Flying Corps, in posa davanti a un J.I con il portello laterale d'accesso al motore aperto, dicembre 1918.

Il gruppo motoelica era costituito da un motore Benz Bz.IV, un 6 cilindri in linea raffreddato a liquido in grado di erogare una potenza (nominale) pari a 200 PS (147 kW), collocato nel naso del modello, racchiuso in una cofanatura metallica apribile "a libro" per consentirne l'accesso per le operazioni di manutenzione, e abbinato ad un'elica bipala lignea a passo fisso. L'impianto di scarico, come consuetudine nei modelli tedeschi dell'epoca, era del tipo "a corno di rinoceronte", con i collettori che si riunivano verso l'alto, soluzione che permetteva l'evacuazione dei gas di scarico sopra il piano alare superiore evitandone così il più possibile la direzione verso l'equipaggio.
L'impianto di raffreddamento era caratterizzato da un radiatore collocato nella zona centrale dell'intradosso dell'ala superiore, dietro ad una paratia ad apertura variabile che consentiva al pilota di regolare la temperatura di esercizio tra i 75 e gli 80 °C.

### Armamento
L'armamento offensivo era costituito da una o due mitragliatrici LMG 08/15 Spandau calibro 7,92 mm, camerate per il munizionamento 7,92 × 57 mm Mauser, sparanti attraverso il disco dell'elica grazie a un dispositivo di sincronizzazione, mentre quello difensivo era affidato a una singola mitragliatrice Parabellum MG 14 dello stesso calibro, montata su supporto brandeggiabile ad anello nell'abitacolo posteriore. La possibilità di montare una mitragliatrice binata sparante verso il basso venne valutata ma poi scartata per la difficoltà di puntamento e la reale efficacia della soluzione a bassa quota, nonché per il risparmio di peso complessivo del velivolo.
Il carico bellico era completato da una serie di bombe da caduta per un totale di 50 kg.

### Livrea
La verniciatura originale era verde oliva sui lati e azzurra sul fondo.

## Impiego operativo
Entrato in linea alla fine del 1917, nelle fasi finali della prima guerra mondiale, il J.I fu impiegato dalle Feldflieger Abteilung (Artillerie), o FA (A), le unità aeree che cooperavano con i reparti di artiglieria del Deutsches Heer, tra le quali almeno la 250 e la 263. Nelle missioni di osservazione aerea, il profilo prevedeva che l'equipaggio valutasse la precisione del tiro dei pezzi di artiglieria indicando al personale a terra la zona da colpire con strisce di tessuto o granate fumogene.

## Utilizzatori
Germania
- Luftstreitkräfte

## Esemplari attualmente esistenti

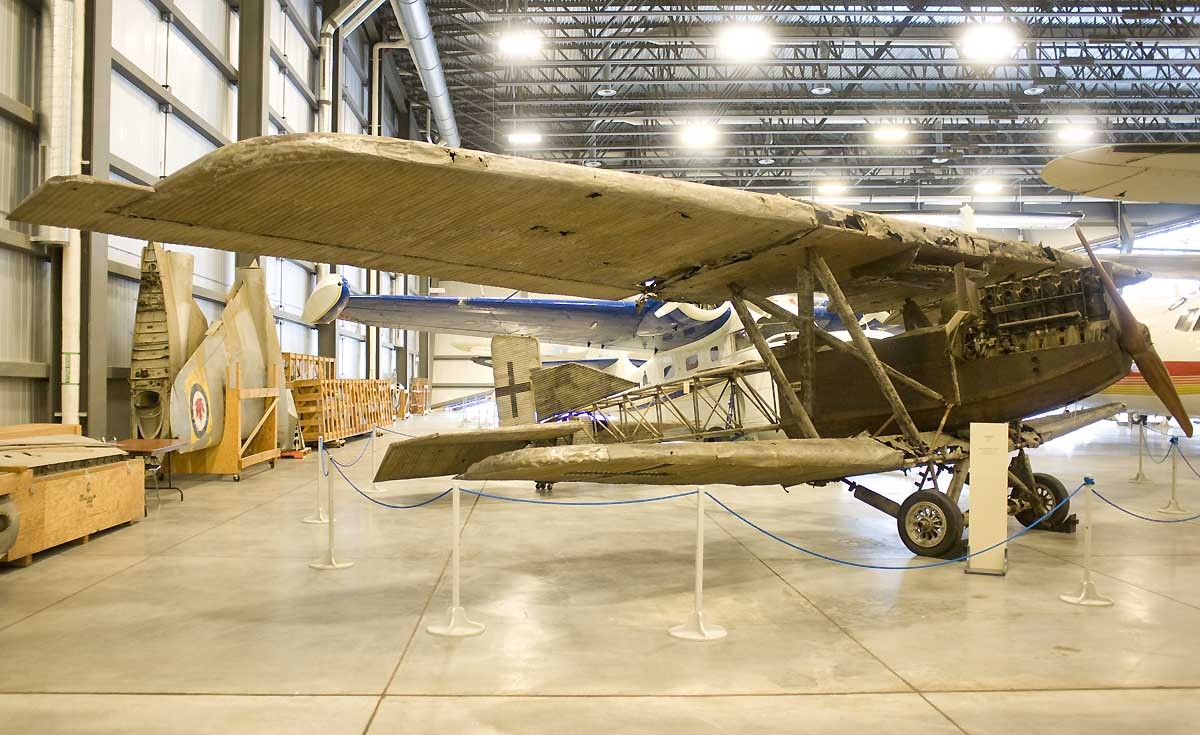
L'esemplare esposto al Canada Aviation and Space Museum di Ottawa.

Dei 227 velivoli costruiti tra il 1917 e il 1918 sono sopravvissuti solamente un esemplare intero, esposto al pubblico presso le strutture museali del Canada Aviation and Space Museum di Ottawa, e la fusoliera del J4 308 conservata presso il Museo nazionale della scienza e della tecnologia Leonardo da Vinci di Milano.

### Pubblicazioni
- (EN) Flight - Report on the Junker Armoured Two-Seater Biplane, Type J.1 (PDF), in Flight, No. 586 (No. 12, Vol. XII), London, 18 marzo 1920.